# Gesetzesreligion
Der Begriff der Gesetzesreligion beruht auf der paulinisch-augustinischen und später auch lutherischen Gegenüberstellung des „toten Gesetzesbuchstabens“ mit dem erlösungsspendenden Glauben und wird seit dem 19. Jahrhundert verwendet. Demnach werden alle Religionen als Gesetzesreligionen bezeichnet, die durch eigene menschliche Leistung das Heil bewirken wollen und auf den Menschen hauptsächlich durch verpflichtende Ge- und Verbote einzuwirken suchen. Eine Definition, auf welche Religionen dies zutrifft, kann je nach theologischem Standpunkt unterschiedlich ausfallen. Eine klare Zuordnung ist aus religionswissenschaftlicher Perspektive nicht möglich. Christliche Theologen bezeichnen oftmals Judentum und Islam als Gesetzesreligionen, um diese damit von ihrem Ideal des Christentums abzugrenzen. In vielen christlichen Konfessionen sind die Merkmale einer Gesetzesreligion jedoch ebenfalls ausgeprägt. Auch dem Judentum und dem Islam ist der Gedanke der erlösenden Gnade Gottes nicht fremd. Auch hier spielen Glaube, Gesinnung und Nächstenliebe eine Rolle. Je nach Strömung werden unterschiedliche theologische Schwerpunkte gesetzt. Im orthodoxen Judentum wurde auch versucht, den Begriff der Gesetzesreligion positiv zu besetzen. Der Islam wird von Außenstehenden auch aufgrund der nicht vorhandenen Trennung von Religion und Staat und des islamischen Gesetzes (Scharia) als Gesetzesreligion bezeichnet.